# Trox aequalis
Trox aequalis är en skalbaggsart som beskrevs av Thomas Say 1831. Trox aequalis ingår i släktet Trox och familjen knotbaggar. Inga underarter finns listade i Catalogue of Life.

## Bildgalleri

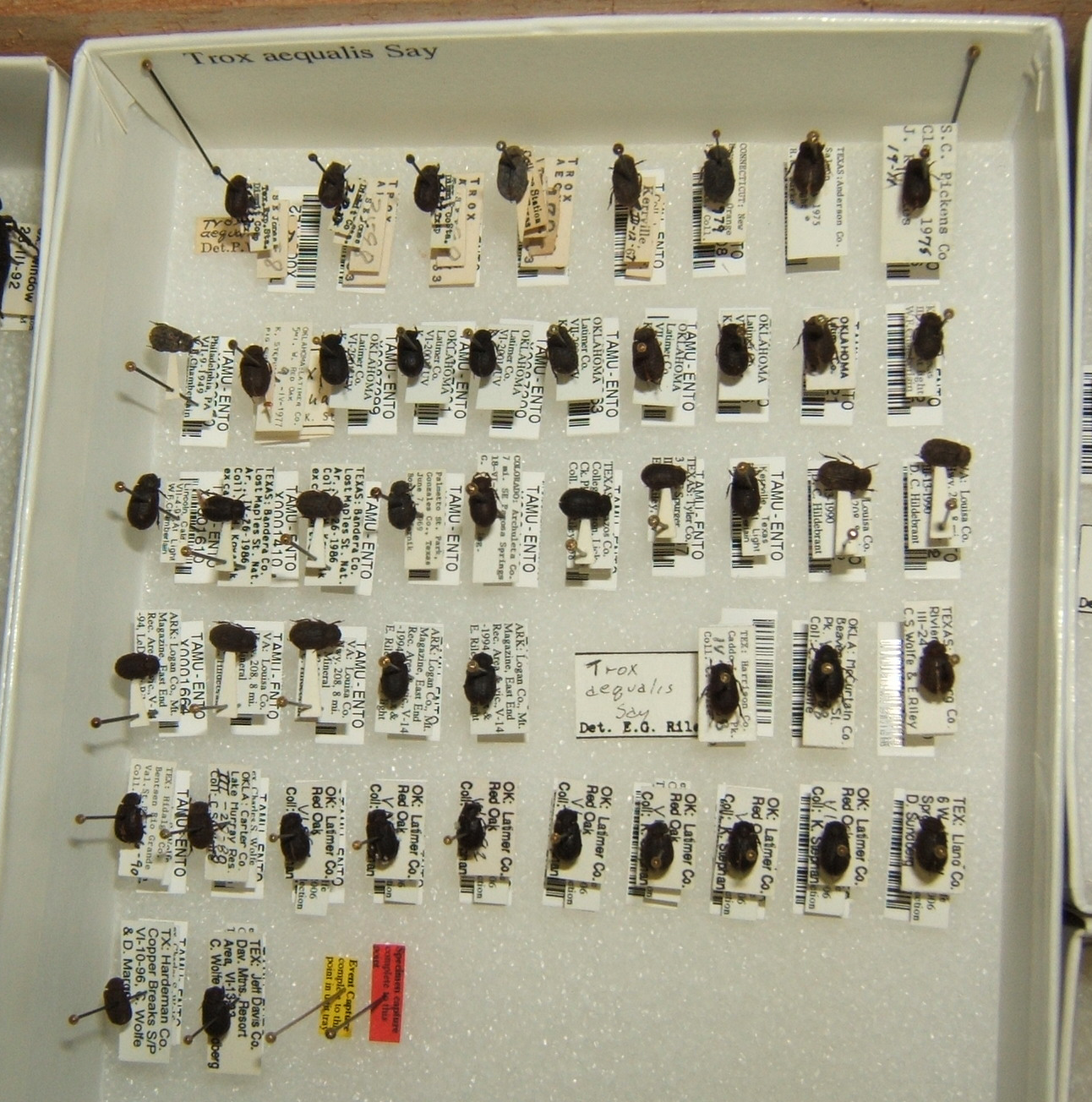